# Seznam nejvyšších budov v Bratislavě

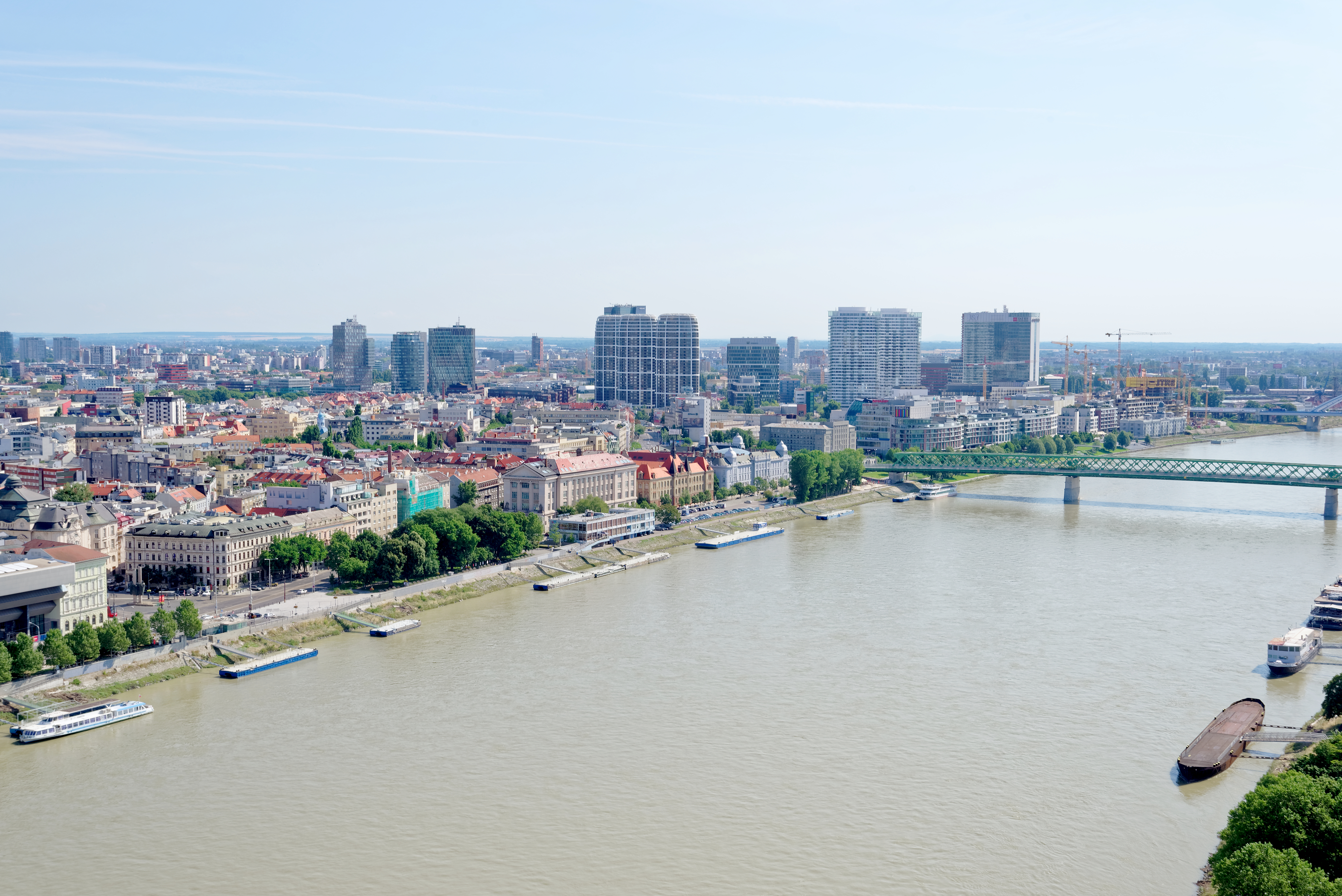
Pohled na bratislavské výškové budovy

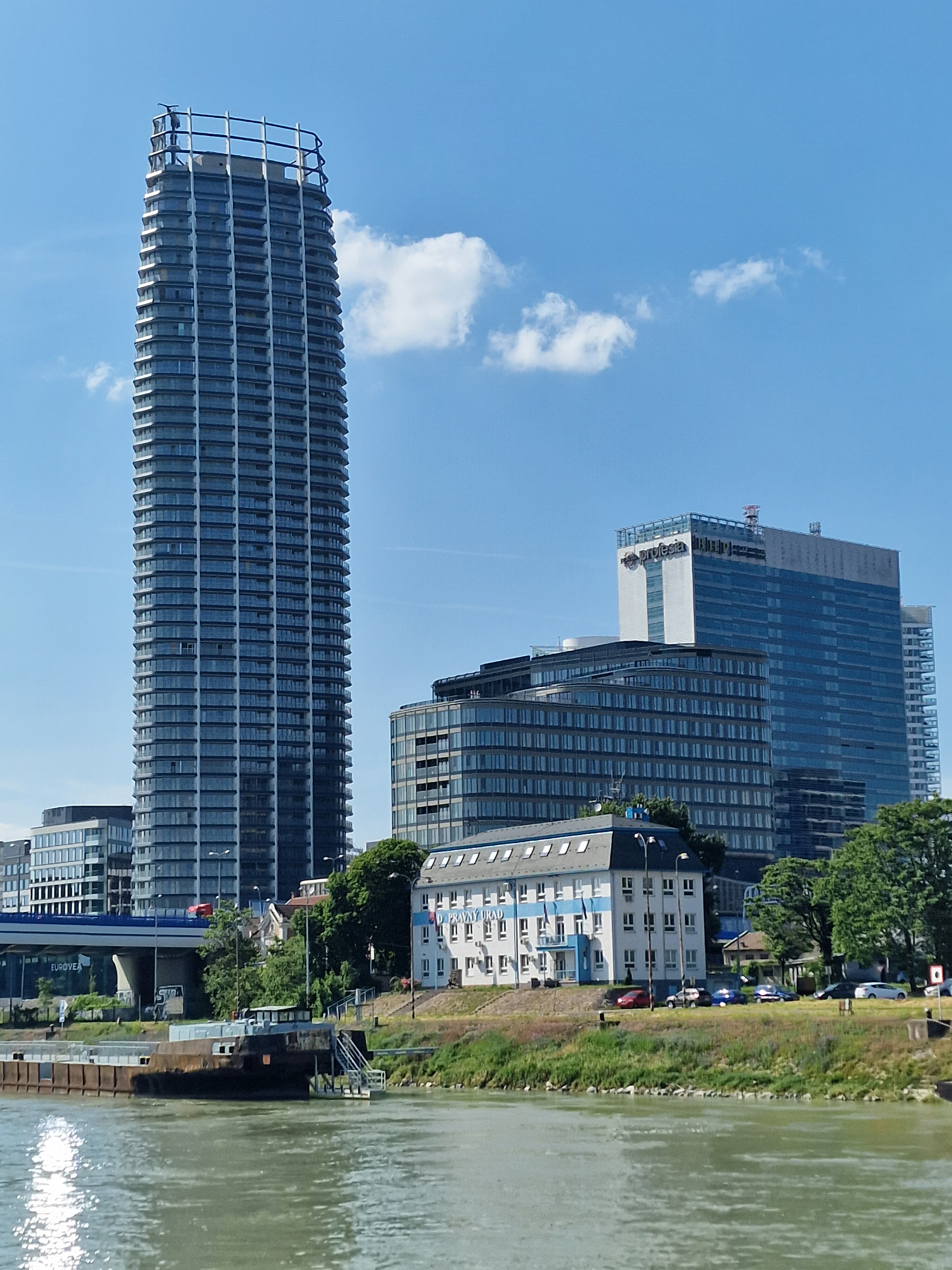
Eurovea Tower

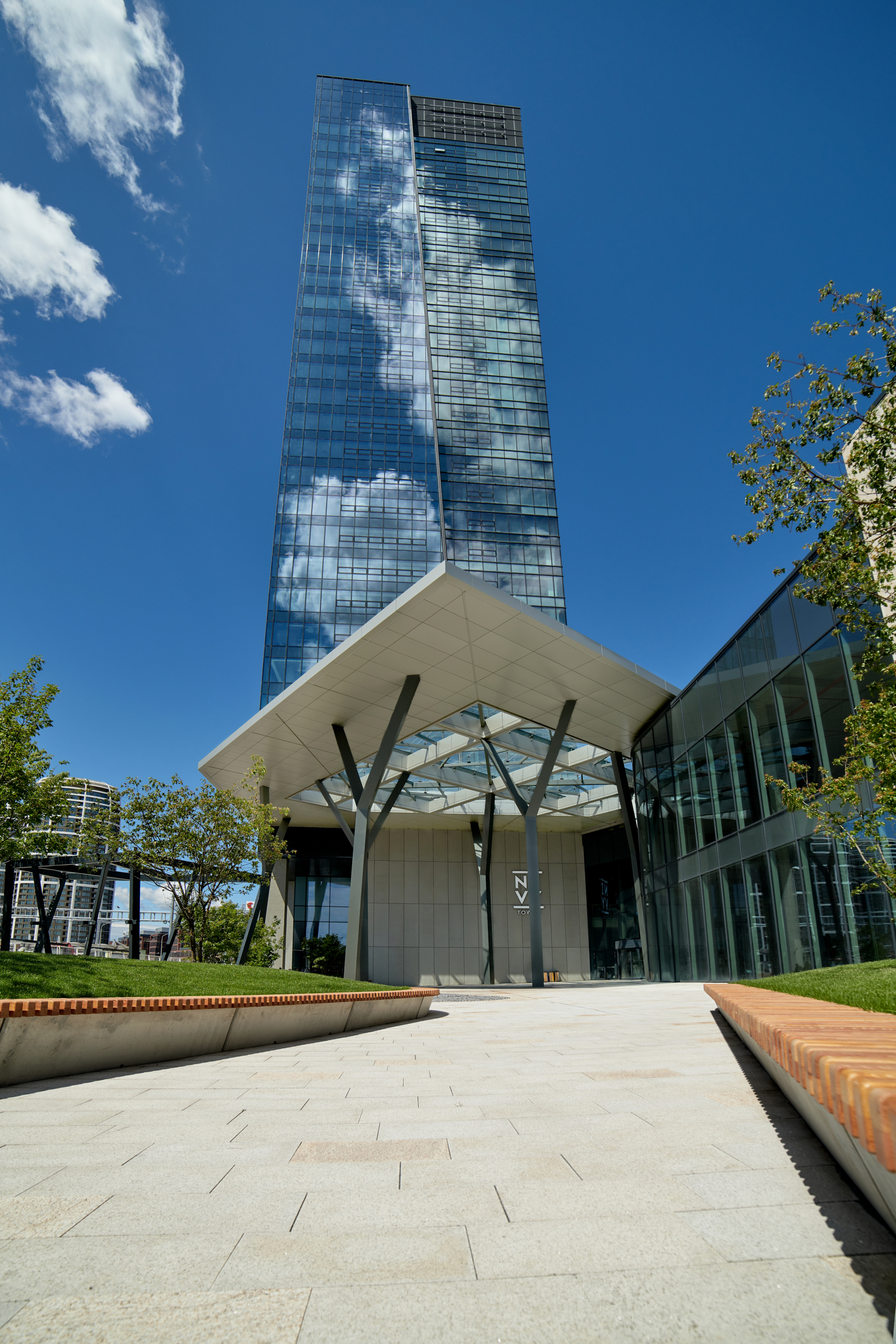
Nivy Tower

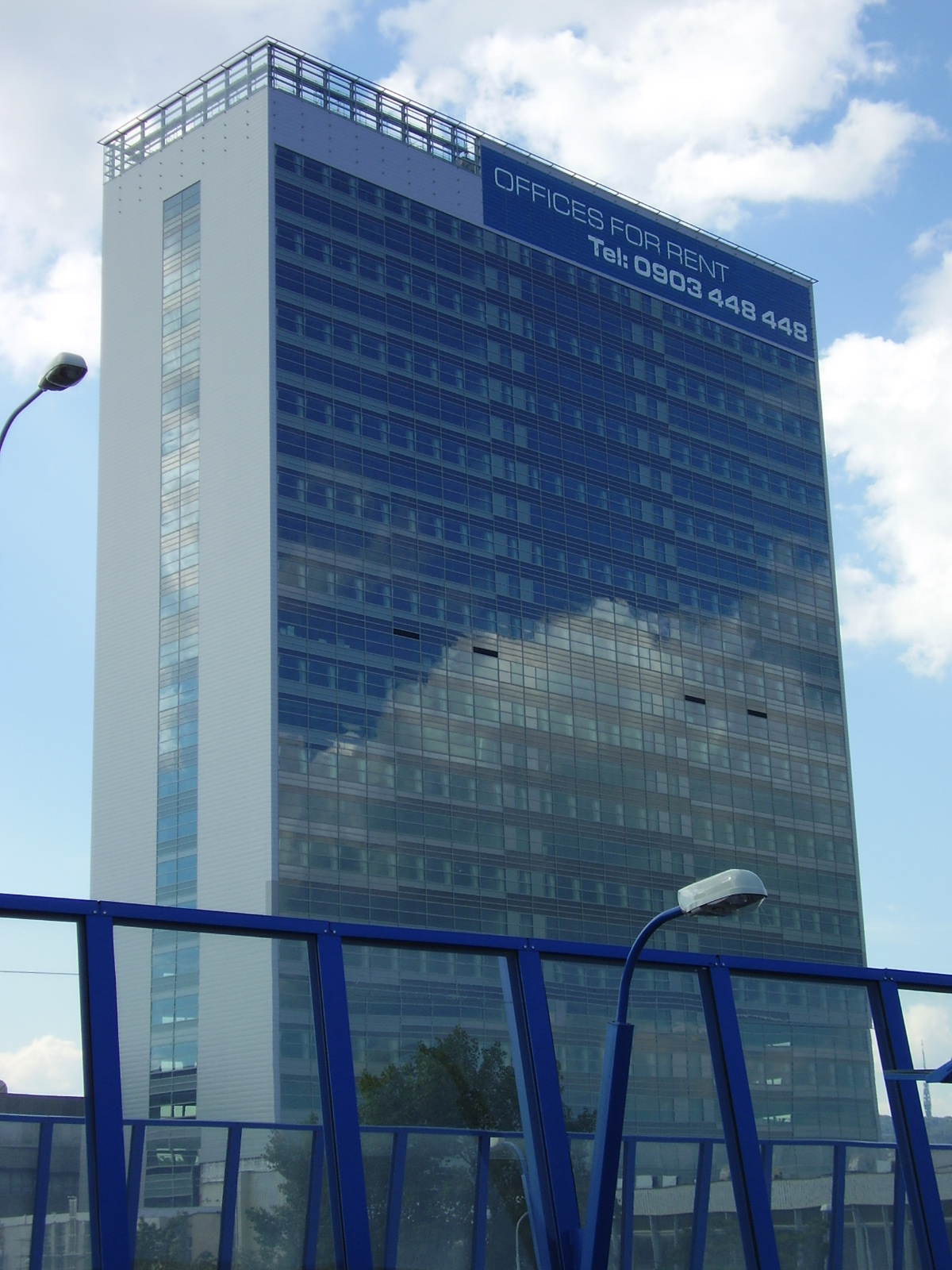
Tower115

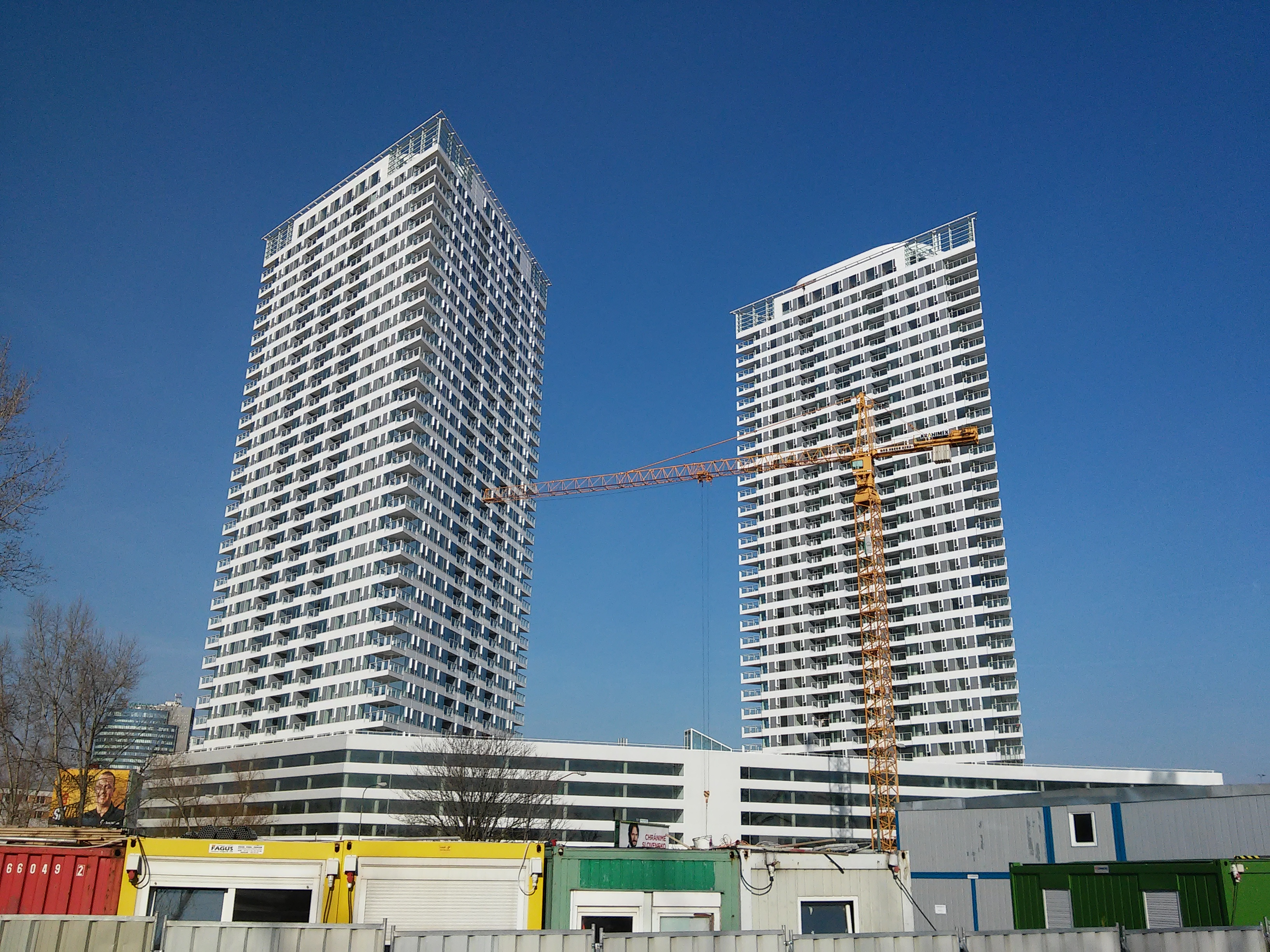
Panorama City

Toto je seznam nejvyšších budov v Bratislavě. V Bratislavě se nachází 11 mrakodrapů s výškou nad 100 metrů.
Nejvyšší budovou výškou po střechu je od roku 2019 Nivy Tower s výškou 125 metrů, která tak sesadila na 6. příčku sídlo Národní banky Slovenska s výškou 111,6 metrů. Již teď se ovšem připravuje výstavba prvního slovenského mrakodrapu, Eurovea Tower který by měl mít výšku 168 metrů. Nejvyšší stavbou v Bratislavě je v současnosti Televizní věž na Kamzíku s výškou 200 m.
Současným největším areálem výškových budov ve výstavbě je čtvrť Sky Park po dostavbě bude zahrnovat čtyři budovy vyšší než 100 metrů.

## Výškové budovy
Stav k říjnu 2020 + Eurovea Tower
| čtvrť       | název                       | počet pater | výška nejvyššího patra [m] | výška nejvyššího bodu [m] | Rok dokončení |
| ----------- | --------------------------- | ----------- | -------------------------- | ------------------------- | ------------- |
| Ružinov     | Eurovea Tower               | 45          | 168                        | 168                       | 2023          |
| Ružinov     | Nivy Tower                  | 31          | 125                        | ?                         | 2020          |
| Ružinov     | Klingerka                   | 37          | 118                        |                           | 2020          |
| Staré Mesto | Tower 115                   | 28          | 115                        | 115                       | 2006          |
| Staré Mesto | Panorama City I.            | 33          | 112                        | 108                       | 2014          |
| Staré Mesto | Panorama City II.           | 33          | 112                        | 108                       | 2016          |
| Staré Mesto | Národní banka Slovenska     | 33          | 111                        | 111                       | 2002          |
| Karlova Ves | Budova tvorby programu RTVS | 28          | 104                        |                           | 1975          |
| Karlova Ves | Budova Slovenské televize   | 28          | 108                        | 108                       | 1975          |
| Ružinov     | City Business Center I      | 24          | 105                        | 107                       | 2006          |
| Ružinov     | Glória                      | 29          | 100,1                      | 100,1                     | 2006          |
| Ružinov     | RETRO                       | 25          | ?                          | ?                         | 2010          |
| Staré Mesto | Aupark Tower                | 22          | 96                         | 96                        | 2007          |
| Petržalka   | Technopol I.                | 20          | 90                         | 90                        | 1984          |
| Petržalka   | Technopol II.               | 20          | 90                         | 90                        | 1984          |
| Ružinov     | VÚB centrála                | 23          | 88                         | 88                        | 1996          |
| Nové Mesto  | Manhattan                   | 26          | 87                         | 87                        | 2010          |
| Petržalka   | Incheba                     | 19          | 85.6                       | 85.6                      | 1985          |
| Nové Mesto  | Lakeside Park               | 20          | 85                         | 85                        | 2008          |
| Nové Mesto  | Millenium Tower II          | 23          | 85                         | 85                        | 2003          |
| Nové Mesto  | Centrál                     | 21          | 83,5                       | 83,5                      | 2012          |
| Nové Mesto  | Hviezda                     | 25          | 82                         | 82                        | 1977          |